# 非消色差透鏡
非消色差透鏡是未經過色差矯正的望遠鏡物鏡，這也許可以歸咎於下列的原因之一：
1. 一架早期望遠鏡的物鏡，像是赫維留和惠更斯製造的，只使用了很小的正透鏡（2"-3"）單鏡，而且有很長的焦距和管子（100英呎或更長）來掩飾在焦點處未經修正的色差和繞射圖型。
2. 在視場內對特定波長的球面像差和離軸像差，像是彗形像差和像散做過良好改正的物鏡。單色校正的物鏡主要應用在特殊的窄頻上，例如觀測太陽使用的波長為0.6562725微米的Hα譜線。其它的應用還包括單頻雷射的使用，像是準直儀、光束擴展器，和精確的校正瞳孔影像以及用於調適光學上以導正波前的檢測器等。

一個初學者常犯的共同錯誤是認為單色光物鏡適用於視場接近於零的場合，像是準直儀，就是設計在僅用於零視場。
透鏡設計程式的最佳化只能改正它所知道的所有特定透鏡。這樣的透鏡在光軸上可能有絕佳的明銳度，但是可能有很大的彗形像差，實際上是不能使用和產製的。一個零視場透鏡總是被攝際成非零視場透鏡，以便製造業能容忍它的品質和進行實際上的品質管理，並且讓最後的系統準直度是合理的。